# Li Dawei
Li Dawei (chinesisch 李大卫, Pinyin Lǐ Dàwèi; * 1963 in Peking) ist ein chinesischer Schriftsteller.

## Leben
Mit einem Abschluss der Pädagogischen Hochschule in Peking in Amerikanischer Literatur 1985 erschienen noch im gleichen Jahr unter seinem Pseudonym Weiwei erste Gedichte von ihm. Zwei Jahre später wurde ihm im Rahmen eines Stipendiums erstmals eine Reise in die Vereinigten Staaten ermöglicht, um sich auf internationaler Ebene mit weiteren Schriftstellern seiner Generation auszutauschen.
Von 1989 an beschäftigt er sich beruflich mit Kunst- und Literaturtheorie. Im Jahre 1996 veröffentlichte er mit Der Traumsammler (Ji meng aihaozhe) sein erstes Romanwerk. Zurzeit lebt er in den Vereinigten Staaten in Los Angeles und arbeitet als freier Autor u. a. für mehrere chinesischsprachige Zeitschriften und Zeitungen, darunter Jintian (Today), Caijing und das in Deutschland herausgegebene Ouline Magazin.

## Werke
- Der Traumsammler (Ji meng aihaozhe). Roman, Beijing 1996, ISBN 7-5063-1121-6.
- China Wenxueshi Building oder: Heimatstraße West 2a. Erzählung. In: Das Leben ist jetzt. Suhrkamp Verlag, 2003 (vergriffen). Neu erschienen 2014 in der E-Book-Anthologie "Elfmal China Stadt", WandTiger Verlag, ISBN 978-3-95703-972-9.
- A ’Toon Cat’s American Dream (Katongmao de meiguo meng). Erzählungen, Jinan 2005, ISBN 7-5329-2488-2.
- China Wenxueshi Building – via Jia Yuan Ovest 2. In: Cina – Undici scrittori della rivoluzione pop. Gruppo Editoriale il Saggiatore S.p.A., Milano 2006, ISBN 88-7638-040-X.
- Magic Mountain Club, Essay, erschienen in "du" – Zeitschrift für Kultur Nr. 6/7 2006.
- Love, Revolution und wie Kater Haohao nach Hollywood kam aus dem Englischen von Anne Rademacher sowie Zeichnungen und Comics von Sheng Tao, Knaus Verlag, München 2009, ISBN 978-3-8135-0336-4; englischer Titel: Kids of Mao and Coke.